# 1374-es busz
Az 1374-es jelzésű autóbuszvonal Miskolc és Békéscsaba, valamint Debrecen és Szeged között húzódó országos vonal, amelyet a MÁV Személyszállítási Zrt. üzemeltet.

## Útvonala
A miskolci autóbusz-állomásról indul. A 3-as főúton halad Mezőkövesd felé, hasonlóan a többi erre megforduló járathoz, odairányban a főúton, visszirányban a Csabai kapun és a Corvin utcán át. A Miskolctapolcai elágazáson túl Hejőcsabát, majd Görömbölyt súrolja. A harsányi elágazásban a 304-es, Miskolc déli elkerülő útján éri el az M30-as autópályát, majd azon is marad egészen a 35-ös főúti csomópontjáig, innen Nagycsécs és Sajószöged településeken hajt keresztül, de azonban első települése, ahol megáll, az csak a járásközpont Tiszaújváros. Keresztezi a Tiszát, illetve egy megyehatárt is, a hajdú-bihari Polgáron tartózkodik, utána egykori vasútállomása közelében kettéválik útvonala, egyik fele az M3 Outlet Centeri – egyik járata kitérést tesz a bevásárlóközponthoz –, M3-as autópályai 175-ös lehajtónál ismét gyorsforgalmi szakaszon közlekedik egészen a Debrecenig vezető M35-ös autópálya 38-as lehajtójáig, másik fele Görbeháza és Hajdúböszörmény településeket is útvonalára fűzi. A nagyvárost az Agrártudományi Centrum felől közelíti meg, a vonal 100/104. kilométerénél érkezik a buszállomására, itt pihenőt tesz, valamint kettő járatpárnak itt van végállomása.
Útja eddig megegyezik a kettő megyeszékhely közötti 1372-es buszokkal. Aztán a 47-es úton továbbra is expresszjárati jelleggel közlekedik, a továbbiakban többféle variáció által. Déli irányban napjában egyszer Mikepércsre és Sárándra hajt, gyakrabban Derecskére, és Berettyóújfaluba. A hozzákapcsolt Berettyószentmárton központja is kiszolgált, mint ahogy Furta, Zsáka, Darvas és Csökmő is. Megyehatáron túl Szeghalomra a Berettyó partjára, később Körösladányba és Köröstarcsára kanyarog. Aztán a Körös folyását követi tovább Békés településre, buszállomásán csak keresztülmegy, a vele messze szomszédos megyei jogú város, Békéscsaba nagyobb jelentőséggel bír: a Miskolcról induló járatok kizárólag eddig közlekednek, mint ahogy ellentétes irányban is. A vonal 234/237. kilométerénél csak a Debrecenben végállomásozó távolságik nem fejezik be útjuk, melyek még 100 kilométeren a teljes dél-alföldi régiót bejárják. A vele egyenes úton összekötött város – Orosháza – között Telekgerendás és Csorvás helységek találhatóak, mely városnak autóbuszos-központját szintén csak keresztezi, változatlanul a 47-esen a Szeged–Kötegyán-vasútvonal menti Székkutas községben is megfordul, az eddig közlekedő járatok indulásától számított 4,5-dik órában Magyarország eddigi egyetlen tram-train végpontjánál, Hódmezővásárhelyen tartózkodik, a belvárost északkeleti feléből tárja fel, délnyugati felében hagyja el a 472-es főúton. Az ország egyik hosszabb járatának végállomásával határos, tulajdonképp elővárosának tekintethető Algyő van hátra még, miután a határában az algyői vasúti Tisza-híd is érintett volt, végül Csongrád-Csanád megye megyeszékhelyére, a 160.000 lakosú Szegedre érkezik. A nagyvárosban a Budapesti és a Brüsszeli körutakon halad a Mars téri autóbusz-állomásra.

## Közlekedése
Indításai a nap folyamán négy helyről történnek, ezen belül többféle járatfajta is megjelenik. Leggyakrabban Credo Inovell 12, Neoplan Tourliner és Volvo 9700 autóbuszok fordulnak meg rajta. A különböző nagyvárosok közötti utazás ezeken a járatokon kívül akár 4 átszállást is megkövetel.
1. Miskolc – Békéscsaba viszonylat
  - Naponta 2 oda, 1 vissza közlekedik, a szeptembertől júliusig terjedő időszakban +1 járat közlekedik Békéscsabáról Miskolcra pénteken és vasárnap (az ezt teljesítő autóbusz Debrecenben telephelyezik, egy 1372-es indítás által jut vissza oda).
  - 1 pár Debrecenig autópályán közlekedik kizárólag Tiszaújváros és Polgár érintésével, majd Mikepércset, Sárándot, Derecskét, Berettyószentmártont, Furtát, Zsákát és Darvast kihagyja, míg 1 pár útjába veszi Görbeházát, Hajdúböszörményt, illetve ezúttal a legtöbb kimaradt települést is.
  - vonalhossz: 234.8–238.4 km
  - megállószám: 18–32 db
  - menetidő: 265–305 perc
2. Debrecen – Szeged viszonylat (1441-es busz)
  - Naponta 1 pár, a szeptembertől júliusig terjedő időszakban +1 járatpár közlekedik.
  - Mind a 4 indítás különböző falvakat hagy ki. Egyik Mikepércset és Sárándot; másik Mikepércset, Sárándot és Algyőt; harmadik Csorvást, Székkutast és Algyőt; negyedik expresszjárati jelleggel közlekedik kizárólag a nagyobb városokban megállva.
  - vonalhossz: 229.6–233.6 km
  - megállószám: 9–38 db
  - menetidő: 260–308 perc

| Viszonylat                                 | Indításszám     | Közlekedési rend                                                      |
| ------------------------------------------ | --------------- | --------------------------------------------------------------------- |
| Miskolc, aut. áll. – Békéscsaba, aut. áll. | 2 oda, 1 vissza | naponta                                                               |
| Miskolc, aut. áll. – Békéscsaba, aut. áll. | 1 vissza        | szeptember 1. – június 30. között a hét utolsó munkanapjain           |
| Miskolc, aut. áll. – Békéscsaba, aut. áll. | 1 vissza        | szeptember 1. – június 30. között az első munkanapokat megelőző napon |
| Debrecen, aut. áll. – Szeged, aut. áll.    | 1 pár           | naponta                                                               |
| Debrecen, aut. áll. – Szeged, aut. áll.    | 1 pár           | szeptember 1. – június 30. között a hét utolsó munkanapjain           |
| Debrecen, aut. áll. – Szeged, aut. áll.    | 1 pár           | szeptember 1. – június 30. között az első munkanapokat megelőző napon |

## Megállóhelyei
| 0                              | 0  | Miskolc, autóbusz-állomás végállomás     | 0.0 km   | 0.0 km   | 1, 1G, 3, 3A, 4, 7, 11, 12G, 20, 20A, 24, 28, 32, 34G, 35, 43, 44, 45, 101B, 900, 914, 935 1050, 1053, 1369, 1370, 1372, 1373, 1375, 1376, 1377, 1380, 1381, 1383, 1384, 1410, 1411 3700, 3701, 3702, 3703, 3704, 3705, 3706, 3707, 3708, 3709, 3710, 3711, 3712, 3714, 3715, 3716, 3717, 3718, 3719, 3720, 3721, 3722, 3723, 3724, 3726, 3727, 3728, 3729, 3730, 3731, 3733, 3734, 3735, 3736, 3737, 3738, 3739, 3740, 3741, 3742, 3743, 3744, 3745, 3746, 3747, 3748, 3749, 3750, 3751, 3752, 3753, 3754, 3755, 3757, 3760, 3761, 3764, 3765, 3766, 3767, 3770, 3772, 3773, 3774, 3775, 3776, 3777, 4019 |
| 1                              | 1  | Miskolctapolcai elágazás                 | 3.2 km   | 3.2 km   | 4, 14, 20, 24, 30, 32, 34, 36, 43, 44, 45, 900, 914, 935 1050, 1369, 1370, 1372, 1373, 1375, 1376, 1377, 1380, 1381, 1410, 1411 3738, 3739, 3740, 3741, 3742, 3743, 3744, 3745, 3746, 3747, 3748, 3749, 3750, 3751, 3752, 4019 |
| 2                              | 2  | Tiszaújváros, autóbusz-állomás           | 31.8 km  | 31.8 km  | 1, 1A, 2, 3 1055 1369, 1370, 1372, 1373, 1410, 1426, 1427 3731, 3733, 3737, 3739, 3744, 3745, 3752, 3952, 3960, 3963, 3965, 3966, 3967, 3968, 3969, 3970, 3971, 3974, 3975, 4008, 4240, 4241, 4484 |
| 3                              | 3  | Polgár, autóbusz-váróterem               | 41.1 km  | 41.1 km  | 1055 1369, 1370, 1372, 1373, 1410, 1426, 1427, 1450 3739, 3952, 3960, 4240, 4241, 4463, 4482, 4484, 4488 |
| Naponta 1 alkalommal érintett. |    |                                          |          |          | |
| ∫                              | ∫  | Polgár, Outlet Center                    | ∫        | ∫        | 1372 3960 |
| 4                              | ∫  | Görbeháza, autóbusz-váróterem            | 53.3 km  | ∫        | 1372, 1410 3960, 4463, 4482 |
| 5                              | ∫  | Hajdúböszörmény, Kálvin tér              | 82.0 km  | ∫        | 1372, 1410, 1446 4459, 4460, 4463, 4466, 4478, 4479, 4481 |
| 6                              | 4  | Debrecen, Agrártudományi Centrum         | 97.5 km  | 101.1 km | 15, 15G, 15H, 15Y, 15YH, 22, 22Y, 24, 24Y, 34, 34A, 35, 35A, 35Y, 35YA, 36, 36A, 52E, 61, 93, 94 1372, 1373, 1410, 1411 4459, 4460, 4461, 4463, 4464, 4466 |
| ∫                              | ∫  | Debrecen, Hortobágy utca                 | ∫        | ∫        | 15, 15G, 15H, 15Y, 15YH, 22, 22Y, 34, 34A, 35, 35A, 35Y, 35YA, 36, 36A, 52E, 61 1343, 1372, 1410, 1446, 1447, 1450 4450, 4451, 4452, 4453, 4459, 4460, 4461, 4463, 4464, 4466 |
| 7                              | 5  | Debrecen, autóbusz-állomás               | 100.6 km | 104.2 km | 10, 10Y, 19, 19H, 20E, 25, 25Y, 34, 35, 35E, 35Y, 36, 41, 41Y, 42, 45, 46, 46E, 46EY, 46H, 60, 60H, 93, 94, 125, 125Y, 146 3, 3A, 4, 5, 5A 1301, 1343, 1344, 1372, 1373, 1410, 1432, 1440, 1441, 1443, 1446, 1447, 1449, 1450 4425, 4304, 4323, 4324, 4400, 4401, 4402, 4403, 4405, 4406, 4407, 4408, 4410, 4412, 4413, 4414, 4415, 4416, 4420, 4421, 4422, 4423, 4430, 4431, 4432, 4434, 4438, 4440, 4445, 4446, 4450, 4451, 4452, 4459, 4460, 4461, 4463, 4464, 4466, 4512 |
| 8                              | ∫  | Debrecen vasútállomás                    | 101.6 km | ∫        | 10, 10Y, 14, 14Y, 16, 18, 18Y, 21, 30, 30A, 30H, 37, 37A, 39, 39X, 42, 43, 44, 46, 46H, 46Y, 47, 47Y, 48, 49, 52E, 60, 60A, 60H, 61, 71, 71A, 72, 72A, 90Y, 91Y, 93, 94, 146, A1, R1, R2 5, 5A 1, 2 1373, 1432, 1440, 1441, 1449 4225, 4304, 4323, 4324, 4400, 4401, 4402, 4403, 4405, 4406, 4407, 4408, 4410, 4412, 4413, 4414, 4415, 4416, 4420, 4421, 4422, 4423, 4430, 4431, 4432, 4434, 4438, 4506, 4512 S506 , BEZ, EC, IC, személyvonat – Debrecen [100/105/106/108/109/110.] |
| 9                              | ∫  | Derecske, autóbusz-váróterem             | 122.7 km | ∫        | 1373, 1432, 1440, 1441 4423, 4425, 4430, 4431, 4432, 4434, 4436, 4506, 4512, 4521, 4542, 4573 |
| 10                             | ∫  | Berettyóújfalu, gyermekváros             | 135.6 km | ∫        | 1 1432, 1440, 1441 4425, 4430, 4431, 4432, 4433, 4434, 4436, 4506, 4512, 4573 |
| 11                             | 6  | Berettyóújfalu, autóbusz-állomás         | 137.6 km | 141.2 km | 1 1373, 1432, 1440, 1441 4425, 4430, 4431, 4432, 4433, 4434, 4436, 4500, 4501, 4504, 4505, 4506, 4508, 4512, 4521, 4532, 4564, 4565, 4573 |
| 12                             | ∫  | Berettyóújfalu vasútállomás, bejárati út | 139.0 km | ∫        | 1 1432, 1440, 1441 4431, 4432, 4433, 4505, 4506, 4512, 4521, 4564, 4565 személyvonat – Berettyóújfalu [101.] |
| 13                             | ∫  | Berettyószentmárton, posta               | 140.4 km | ∫        | 1 1373, 1432, 1440, 1441 4431, 4432, 4433, 4505, 4506, 4512, 4564, 4565, 4573 |
| 14                             | ∫  | Furta, községháza                        | 151.3 km | ∫        | 1432, 1441 4512, 4564 |
| 15                             | ∫  | Zsáka, autóbusz-váróterem                | 153.6 km | ∫        | 1432, 1441 4512 |
| 16                             | ∫  | Vekerdi elágazás                         | 156.8 km | ∫        | 1432, 1441 4512 |
| 17                             | ∫  | Darvas, iskola                           | 162.4 km | ∫        | 1432, 1441 4512 |
| 18                             | 7  | Kórósszigeti bejárati út                 | 167.4 km | 171.0 km | 1432, 1441 4512 |
| 19                             | 8  | Csökmő, posta                            | 171.4 km | 175.0 km | 1432, 1441 4512, 4805 |
| 20                             | ∫  | Csökmő, újtelep                          | 172.8 km | ∫        | 1432, 1441 4512, 4805 |
| 21                             | 9  | Szeghalom, Kossuth tér                   | 181.5 km | 185.1 km | 1432, 1441 4512, 4735, 4805, 4812, 4816, 4824, 4861, 4863, 4864, 4866, 4883 |
| 22                             | 10 | Szeghalom vasútállomás                   | 183.8 km | 187.4 km | 1432, 1441 4512, 4735, 4805, 4812, 4816, 4824, 4861, 4864, 4866, 4883 személyvonat – Szeghalom [127/128.] |
| 23                             | 11 | Körösladány, gyógyszertár                | 192.6 km | 196.2 km | 1346, 1432, 1441 4735, 4805, 4812, 4813, 4816, 4864, 4866, 4883 |
| 24                             | 12 | Körösladány, Újladány                    | 194.7 km | 198.3 km | 1346, 1441 4805, 4812, 4813, 4816 |
| 25                             | 13 | Köröstarcsa, ABC áruház                  | 203.4 km | 207.0 km | 1346, 1441 4801, 4805, 4812, 4813, 4816 |
| 26                             | 14 | Köröstarcsa, újváros                     | 204.1 km | 207.7 km | 1346, 1441 4801, 4805, 4812, 4813, 4816 |
| 27                             | 15 | Mezőberény, Liget utca                   | 210.3 km | 213.9 km | 1 1346, 1441 4801, 4805, 4812, 4813, 4815, 4816 |
| 28                             | 16 | Békés, autóbusz-állomás                  | 220.6 km | 224.2 km | 1, 1A, 1B 1346, 1441 4800, 4801, 4805, 4810, 4813, 4816, 4847, 4887 |
| 29                             | 17 | Békéscsaba, Szeberényi tér               | 232.6 km | 236.2 km | 1, 5 1346, 1441 4800, 4801, 4805, 4810, 4812, 4813, 4815, 4816, 4839, 4844 |
| 30                             | 18 | Békéscsaba, autóbusz-állomás végállomás  | 234.8 km | 238.4 km | 1, 3, 5, 7, 7F, 8, 8A, 8MJ, 8V, 17V, 20, 74A, 74B 1085, 1346, 1440, 1441, 1486, 1499 4800, 4801, 4805, 4810, 4812, 4813, 4815, 4819, 4820, 4824, 4825, 4827, 4828, 4829, 4830, 4831, 4832, 4833, 4835, 4838, 4839, 4840, 4844, 4850, 4855, 4885, 4894, 5021, 5128, 5160, 5189, 5208 IC, személyvonat – Békéscsaba [120/121/128/135.] |

| 0  | Debrecen, autóbusz-állomás végállomás    | 0.0 km   | 10, 10Y, 19, 19H, 20E, 25, 25Y, 34, 35, 35E, 35Y, 36, 41, 41Y, 42, 45, 46, 46E, 46EY, 46H, 60, 60H, 93, 94, 125, 125Y, 146 3, 3A, 4, 5, 5A 1301, 1343, 1344, 1372, 1373, 1410, 1432, 1440, 1441, 1443, 1446, 1447, 1449, 1450 4425, 4304, 4323, 4324, 4400, 4401, 4402, 4403, 4405, 4406, 4407, 4408, 4410, 4412, 4413, 4414, 4415, 4416, 4420, 4421, 4422, 4423, 4430, 4431, 4432, 4434, 4438, 4440, 4445, 4446, 4450, 4451, 4452, 4459, 4460, 4461, 4463, 4464, 4466, 4512 |
| 1  | Debrecen vasútállomás                    | 1.0 km   | 10, 10Y, 14, 14Y, 16, 18, 18Y, 21, 30, 30A, 30H, 37, 37A, 39, 39X, 42, 43, 44, 46, 46H, 46Y, 47, 47Y, 48, 49, 52E, 60, 60A, 60H, 61, 71, 71A, 72, 72A, 90Y, 91Y, 93, 94, 146, A1, R1, R2 5, 5A 1, 2 1373, 1432, 1440, 1441, 1449 4225, 4304, 4323, 4324, 4400, 4401, 4402, 4403, 4405, 4406, 4407, 4408, 4410, 4412, 4413, 4414, 4415, 4416, 4420, 4421, 4422, 4423, 4430, 4431, 4432, 4434, 4438, 4506, 4512 S506 , BEZ, EC, IC, személyvonat – Debrecen [100/105/106/108/109/110.] |
| 2  | Mikepércs, autóbusz-váróterem            | 10.8 km  | 1440, 1441 4420, 4423, 4430, 4431, 4432, 4434, 4506, 4512, 4521, 4572 |
| 3  | Sáránd vasútállomás                      | 13.7 km  | 1440, 1441 4420, 4423, 4430, 4431, 4432, 4434, 4506, 4512, 4521 S506 – Sáránd [106.] |
| 4  | Derecske, autóbusz-váróterem             | 22.1 km  | 1373, 1432, 1440, 1441 4423, 4425, 4430, 4431, 4432, 4434, 4436, 4506, 4512, 4521, 4542, 4573 |
| 5  | Tépei elágazás                           | 25.3 km  | 1440, 1441 4425, 4430, 4431, 4432, 4434, 4436, 4506, 4521 |
| 6  | Berettyóújfalu, gyermekváros             | 35.0 km  | 1 1432, 1440, 1441 4425, 4430, 4431, 4432, 4433, 4434, 4436, 4506, 4512, 4573 |
| 7  | Berettyóújfalu, autóbusz-állomás         | 37.0 km  | 1 1373, 1432, 1440, 1441 4425, 4430, 4431, 4432, 4433, 4434, 4436, 4500, 4501, 4504, 4505, 4506, 4508, 4512, 4521, 4532, 4564, 4565, 4573 |
| 8  | Berettyóújfalu vasútállomás, bejárati út | 38.4 km  | 1 1432, 1440, 1441 4431, 4432, 4433, 4505, 4506, 4512, 4521, 4564, 4565 személyvonat – Berettyóújfalu [101.] |
| 9  | Berettyószentmárton, posta               | 39.8 km  | 1 1373, 1432, 1440, 1441 4431, 4432, 4433, 4505, 4506, 4512, 4564, 4565, 4573 |
| 10 | Furta, községháza                        | 50.7 km  | 1432, 1441 4512, 4564 |
| 11 | Zsáka, autóbusz-váróterem                | 53.0 km  | 1432, 1441 4512 |
| 12 | Vekerdi elágazás                         | 56.2 km  | 1432, 1441 4512 |
| 13 | Darvas, iskola                           | 61.8 km  | 1432, 1441 4512 |
| 14 | Kórósszigeti bejárati út                 | 66.8 km  | 1432, 1441 4512 |
| ∫  | Csökmő, alsó                             | ∫        | 1432, 1441 4512 |
| 15 | Csökmő, posta                            | 70.8 km  | 1432, 1441 4512, 4805 |
| 16 | Csökmő, újtelep                          | 72.2 km  | 1432, 1441 4512, 4805 |
| ∫  | Szeghalom, Halaspuszta                   | ∫        | 1432, 1441 4512, 4805 |
| 17 | Szeghalom, Kossuth tér                   | 80.9 km  | 1432, 1441 4512, 4735, 4805, 4812, 4816, 4824, 4861, 4863, 4864, 4866, 4883 |
| 18 | Szeghalom vasútállomás                   | 83.2 km  | 1432, 1441 4512, 4735, 4805, 4812, 4816, 4824, 4861, 4864, 4866, 4883 személyvonat – Szeghalom [127/128.] |
| ∫  | Körösladány vasútállomás, bejárati út    | ∫        | 1441 4735, 4805, 4812, 4816, 4866 személyvonat – Körösladány [127.] |
| 19 | Körösladány, gyógyszertár                | 92.0 km  | 1346, 1432, 1441 4735, 4805, 4812, 4813, 4816, 4864, 4866, 4883 |
| 20 | Körösladány, Újladány                    | 94.1 km  | 1346, 1441 4805, 4812, 4813, 4816 |
| 21 | Köröstarcsa, ABC áruház                  | 102.8 km | 1346, 1441 4801, 4805, 4812, 4813, 4816 |
| 22 | Köröstarcsa, újváros                     | 103.5 km | 1346, 1441 4801, 4805, 4812, 4813, 4816 |
| 23 | Mezőberény, Liget utca                   | 109.7 km | 1 1346, 1441 4801, 4805, 4812, 4813, 4815, 4816 |
| 24 | Békés, autóbusz-állomás                  | 120.0 km | 1, 1A, 1B 1346, 1441 4800, 4801, 4805, 4810, 4813, 4816, 4847, 4887 |
| 25 | Békéscsaba, Szeberényi tér               | 132.0 km | 1, 5 1346, 1441 4800, 4801, 4805, 4810, 4812, 4813, 4815, 4816, 4839, 4844 |
| 26 | Békéscsaba, autóbusz-állomás             | 134.2 km | 1, 3, 5, 7, 7F, 8, 8A, 8MJ, 8V, 17V, 20, 74A, 74B 1085, 1346, 1440, 1441, 1486, 1499 4800, 4801, 4805, 4810, 4812, 4813, 4815, 4819, 4820, 4824, 4825, 4827, 4828, 4829, 4830, 4831, 4832, 4833, 4835, 4838, 4839, 4840, 4844, 4850, 4855, 4885, 4894, 5021, 5128, 5160, 5189, 5208 IC, személyvonat – Békéscsaba [120/121/128/135.] |
| ∫  | Békéscsaba, Volán-telep                  | ∫        | 1, 8, 8MJ 1085, 1441, 1486, 1499 4838, 4839, 4840, 4850, 4855, 5160, 5208 |
| 27 | Telekgerendás, bejárati út               | 146.3 km | 1441, 1486, 1499 4838, 4840, 5160 |
| 28 | Csorvás, autóbusz-váróterem              | 156.8 km | 1441, 1486, 1499 4838, 4840, 4938, 4940, 5160 |
| 29 | Orosháza (Monor), központ                | 165.0 km | 1441, 1499 4840, 4938, 5160 |
| 30 | Orosháza, autóbusz-állomás               | 172.4 km | 2, 2A, 4, 4A, 6, 7, 7A 1087, 1092, 1441, 1486, 1499 4835, 4840, 4930, 4935, 4938, 4945, 4949, 4950, 4953, 4960, 4965, 4966, 4980, 4990, 5126, 5128, 5132, 5160, 5165 személyvonat – Orosháza [125/135/147.] |
| 31 | Orosháza felső vasúti megállóhely        | 174.2 km | 1441 5160 személyvonat – Orosháza felső [125. sz.] |
| 32 | Kakasszék, Gyógyintézet bejárati út      | 179.7 km | 1441 4990, 5160 |
| 33 | Székkutas, Szőkehalmi iskola             | 181.9 km | 1441 4990, 5160 |
| 34 | Székkutas, ABC                           | 184.7 km | 1441, 1486 4990, 5129, 5160 |
| ∫  | Hódmezővásárhely, vásártér               | ∫        | 43, 45 1441, 1486 4990, 5160 |
| 35 | Hódmezővásárhely, autóbusz-állomás       | 204.5 km | 41, 42, 43, 44, 45 1090, 1094, 1375, 1441, 1486, 1515 4883, 4990, 5004, 5005, 5010, 5105, 5150, 5160, 5165, 5167, 5169 1 |
| 36 | Hódmezővásárhely, Hősök tere             | 205.7 km | 41, 42, 43 1375, 1441, 1486, 1515 4990, 5004, 5005, 5010, 5160 1 |
| 37 | Hódmezővásárhely, Kishomok               | 209.0 km | 41 1375, 1441, 1486, 1515 5004, 5005, 5010, 5160 |
| 38 | Algyő vasútállomás, bejárati út          | 219.2 km | 1375, 1441, 1486, 1515, 1516 4990, 5003, 5004, 5005, 5007, 5010, 5011, 5160 1 |
| 39 | Szeged, Budapesti körút                  | 227.1 km | 12, 77, 77A, 77Y, 84, 90, 90F, 90H, 92E 1375, 1441, 1486, 1515, 1516 4990, 5003, 5004, 5005, 5007, 5010, 5011, 5012, 5013, 5017, 5018, 5019, 5021, 5160, 5187, 5188 3, 3F, 4 |
| 40 | Szeged, Brüsszeli körút                  | 228.4 km | 12, 20, 24, 73, 73Y, 74, 74Y, 77, 77A, 77Y 10 1375, 1441, 1486, 1515 5003, 5004, 5005, 5007, 5010, 5011, 5012, 5013, 5017, 5018, 5019, 5021, 5160, 5187, 5188 3, 3F, 4 |
| 41 | Szeged, autóbusz-állomás végállomás      | 230.0 km | 7F, 12, 21, 60, 60Y, 64, 67, 67Y, 70, 71, 71A, 72, 72A, 73, 73Y, 74, 74Y, 75, 76, 76Y, 77, 77A, 77Y, 79H, 78, 78A, 93E 5, 6, 9, 19 547, 581, 1375, 1441, 1486, 1503, 1504, 1506, 1507, 1510, 1513, 1515, 1516, 1517, 1518, 1652 4990, 5000, 5001, 5002, 5003, 5004, 5005, 5007, 5010, 5011, 5012, 5013, 5014, 5015, 5016, 5019, 5020, 5021, 5022, 5023, 5024, 5025, 5030, 5031, 5032, 5033, 5034, 5035, 5040, 5041, 5042, 5045, 5046, 5047, 5049, 5050, 5054, 5055, 5056, 5058, 5059, 5060, 5061, 5062, 5063, 5064, 5066, 5070, 5071, 5075, 5076, 5109, 5112, 5160, 5188, 5189, 5190, 5329, 5362, 5369 1, 1A, 2 vonatpótló – Szeged [121/125.] |